# تبج (قرية)
تَبَج (بالإنجليزية: Tabaj)‏(بالنوبيه Ⲧⲁⲡⲁⳝ) قرية صغيرة في منطقة السكوت في الولاية الشمالية من السودان، يحدها من الشمال مدينة عبري، ومن الجنوب قرية كويكة، والنيل من الغرب، والصحراء الكبرى من الشرق.

## النشاط السكاني
- الزراعة.
- الرعي.
- الهجرة، لداخل السودان وخارجه.
- التجارة في سوق مدينة عبري.

## المصدر
- الدرائرة الجغرافية بعبري، منطقة السكوت.